# 7057 Al-Fārābī
A 7057 Al-Fārābī (ideiglenes jelöléssel (7057) 1990 QL2) a Naprendszer kisbolygóövében található aszteroida. Henry E. Holt fedezte fel 1990. augusztus 22-én.